# Гантс-гілл (станція метро)
51°34′36″ пн. ш. 0°03′58″ сх. д. / 51.576667° пн. ш. 0.066111° сх. д.
Гантс-гілл (англ. Gants Hill) — станція Центральної лінії Лондонського метрополітену. Станція знаходиться у Гантс-гілл, Редбрідж, Лондон, у 4-й тарифній зоні, на петлі Гаїнолт між метростанціями — Ньюбері-парк та Редбрідж. В 2018 році пасажирообіг станції — 6.49 млн пасажирів
Конструкція станції: колонна трисклепінна глибокого закладення з однією острівною прямою платформою.
- 14 грудня 1947: відкриття станції[3][4]

## Послуги
| Попередня станція | Лінія | Лінія                                           | Лінія | Наступна станція |
| ----------------- | ----- | ----------------------------------------------- | ----- | ---------------- |
| Ньюбері-парк      |       | Лондонське метро Центральна лінія петля Гаїнолт |       | Редбрідж         |